# Seznam měst v Nikaragui
Toto je seznam měst v Nikaragui.
Zdaleka největší aglomerací v Nikaragui je Managua, kde 1. ledna 2005 žilo 1 630 031 obyvatel, což představuje asi 30% obyvatelstva celé země.
V následující tabulce jsou uvedena města nad 10 000 obyvatel, výsledky sčítání obyvatelstva z 20. dubna 1971, 25. dubna 1995 a 28. května 2005 a správní jednotky (departementy a autonomní oblasti), do nichž města náleží. Počet obyvatel se vztahuje na město v úzkém slova smyslu (geografický obvod města), nikoliv na město ve smyslu politickém. Města jsou seřazena podle velikosti.
| Města v Nikaragui | Města v Nikaragui  | Města v Nikaragui   | Města v Nikaragui   | Města v Nikaragui   | Města v Nikaragui |
| Pořadí            | Město              | sčítání v roce 1971 | sčítání v roce 1995 | sčítání v roce 2005 | Departement       |
| ----------------- | ------------------ | ------------------- | ------------------- | ------------------- | ----------------- |
| 1.                | Managua            | 384 904             | 864 201             | 908 892             | Managua           |
| 2.                | León               | 54 841              | 123 865             | 139 433             | León              |
| 3.                | Chinandega         | 29 922              | 97 387              | 95 614              | Chinandega        |
| 4.                | Masaya             | 30 796              | 88 971              | 92 598              | Masaya            |
| 5.                | Estelí             | 19 801              | 71 550              | 90 294              | Estelí            |
| 6.                | Tipitapa           | 5 674               | 67 925              | 85 948              | Managua           |
| 7.                | Matagalpa          | 20 682              | 59 397              | 80 228              | Matagalpa         |
| 8.                | Granada            | 35 422              | 71 783              | 79 418              | Granada           |
| 9.                | Ciudad Sandino     | n/a                 | n/a                 | 72 501              | Managua           |
| 10.               | Juigalpa           | 8 772               | 36 999              | 42 763              | Chontales         |
| 11.               | Jinotega           | 10 235              | 30 824              | 41 134              | Jinotega          |
| 12.               | Puerto Cabezas     | 5 528               | 22 588              | 39 428              | Atlántico Norte   |
| 13.               | El Viejo           | 8 480               | 33 607              | 39 178              | Chinandega        |
| 14.               | Bluefields         | 14 406              | 33 745              | 38 623              | Atlántico Sur     |
| 15.               | Diriamba           | 10 151              | 30 558              | 35 222              | Carazo            |
| 16.               | Chichigalpa        | 14 596              | 28 823              | 34 243              | Chinandega        |
| 17.               | Ocotal             | 7 734               | 25 264              | 34 190              | Nueva Segovia     |
| 18.               | Jinotepe           | 12 461              | 25 132              | 31 257              | Carazo            |
| 19.               | Rivas              | 10 007              | 20 868              | 27 650              | Rivas             |
| 20.               | Nueva Guinea       | n/a                 | 31 359              | 25 585              | Atlántico Sur     |
| 21.               | Mateare            | 1 331               | 11 417              | 25 313              | Managua           |
| 22.               | Jalapa             | 3 604               | 21 668              | 24 435              | Nueva Segovia     |
| 23.               | San Rafael del Sur | 2 896               | 19 083              | 23 420              | Managua           |
| 24.               | Sébaco             | 3 200               | 16 102              | 22 431              | Matagalpa         |
| 25.               | Boaco              | 6 443               | 17 344              | 20 405              | Boaco             |
| 26.               | Nagarote           | 7 250               | 19 646              | 19 614              | León              |
| 27.               | La Paz Centro      | 6 622               | 17 299              | 19 010              | León              |
| 28.               | San Marcos         | 3 491               | 16 041              | 18 852              | Carazo            |
| 29.               | Somoto             | 5 579               | 14 218              | 18 126              | Madriz            |
| 30.               | Nindirí            | 2 148               | 7 563               | 17 313              | Masaya            |
| 31.               | Ciudad Darío       | 5 708               | 9 745               | 16 646              | Matagalpa         |
| 32.               | Corinto            | 13 371              | 16 926              | 16 466              | Chinandega        |
| 33.               | Nandaime           | 5 677               | 14 594              | 15 866              | Granada           |
| 34.               | Masatepe           | 7 181               | 13 924              | 15 482              | Masaya            |
| 35.               | El Rama            | 1 432               | 17 138              | 14 838              | Atlántico Sur     |
| 36.               | Camoapa            | 4 485               | 11 110              | 13 995              | Boaco             |
| 37.               | Somotillo          | 1 853               | 9 891               | 13 290              | Chinandega        |
| 38.               | Río Blanco         | n/a                 | 9 242               | 12 933              | Matagalpa         |
| 39.               | La Concepción      | 2 684               | 8 986               | 12 234              | Masaya            |
| 40.               | San Carlos         | 2 487               | 8 909               | 12 174              | Río San Juan      |
| 41.               | Santo Tomás        | 2 320               | 10 167              | 11 678              | Chontales         |
| 42.               | Larreynaga         | 4 183               | 5 475               | 11 292              | León              |
| 43.               | La Trinidad        | 3 410               | 7 267               | 11 000              | Estelí            |
| 44.               | Siuna              | n/a                 | 8 530               | 10 345              | Atlántico Norte   |
| 45.               | Ticuantepe         | n/a                 | 7 749               | 10 328              | Managua           |
| 46.               | Condega            | 3 399               | 7 856               | 10 067              | Estelí            |